# Quem É Que Tu Pensas Que És?
O Quem É Que Tu Pensas Que És foi um programa do género de documentário adaptado do original britânico "Who Do You Think You Are?".

## Programa
Programa factual em registo de documentário que procura responder à pergunta - sabes realmente quem é? - Através da descoberta da árvore genealógica e de histórias reais sobre os antepassados do convidado de cada programa. Os convidados são celebridades das mais variadas áreas da sociedade que acompanhamos, descobrindo a sua história e a dos seus antepassados ao mesmo tempo em que conhecemos e caracterizamos a época em que viveram e o nosso próprio passado.
Em cada episódio, uma celebridade diferente irá encetar uma intensa pesquisa sobre as suas origens e história familiar. Após a análise da árvore genealógica, seguem-se encontros profundamente emocionais e, aos poucos, serão revelados acontecimentos incrivelmente inspiradores.
São histórias de heroísmo, amor, traição, intriga e, por vezes tragédia. À medida que cada celebridade é surpreendida com a descoberta de novos e inesperados familiares, o telespetador será encaminhado para uma arrebatadora viagem através da nossa história.